# Loxocera pisaeus
Loxocera pisaeus är en tvåvingeart som först beskrevs av Rossi 1794.  Loxocera pisaeus ingår i släktet Loxocera och familjen rotflugor.
Artens utbredningsområde är Italien. Inga underarter finns listade i Catalogue of Life.